# Собакино (Касимовский район)
Собакино (тат. Субак) — упразднённая деревня в Касимовском районе Рязанской области. Проживали татары (относилось к группе кара аймак поселений касимовских татар).

## История
По дореволюционному административному делению село Собакино относилось к Татарской волости Касимовского уезда Рязанской губернии.

## Население
В 1862—233 человека.

## Мечеть
В 1862 г. в селе уже была мечеть. В кон. XIX в. к приходу мечети относились также жители сел Казакова, Мачкова, Танкачева, Ахматова (всего 632 чел.). Имамы Кандраковы.
Точная дата постройки мечети неизвестна. В ведомости приходов и духовных лиц указан год постройки мечети — 1882 г., относящийся возможно уже к каменной постройке. Каменное здание мечети с восьмигранным минаретом до наших дней дошло в виде руин. Сейчас оно представляет собою фрагментарно сохранившейся каменный цоколь с россыпью кирпичей рядом, следы михрабной ниши ещё прослеживаются. Памятник архитектуры Рязанской области (решение Рязоблисполкома от 27.08.1971 № 250). Площадь памятника с охранной зоной — 0,38 га.